# Shelbyville (Missouri)
Shelbyville è un comune (city) degli Stati Uniti d'America e capoluogo della contea di Shelby nello Stato del Missouri. La popolazione era di 552 persone al censimento del 2010.

## Geografia fisica
Secondo lo United States Census Bureau, ha un'area totale di 0,82 miglia quadrate (2,12 km²).

## Storia
Come la contea in cui si trova, Shelbyville prende il nome da Isaac Shelby, il primo governatore del Kentucky.

## Società

### Evoluzione demografica
Secondo il censimento del 2010, c'erano 552 persone.

### Etnie e minoranze straniere
Secondo il censimento del 2010, la composizione etnica della città era formata dal 98,4% di bianchi, lo 0,4% di afroamericani, lo 0,2% di nativi americani, e l'1,1% di due o più etnie. Ispanici o latinos di qualunque razza erano l'1,3% della popolazione.